# Церковь Воскресения из села Билюкова
Церковь Воскресения из села Билюкова — небольшая деревянная летняя церковь, расположенная в центральной части города Плёса Ивановской области, на горе Левитана, на месте сгоревшей деревянной церкви Петра и Павла (1748—1903). Была перенесена из села Билюково Ильинского района Ивановской области в 1982 году и отреставрирована по проекту Александра Ополовникова.

## Описание
Церковь относится к типу клетских построек и состоит из трёх разновысотных частей, рубленных «в лапу». Центральный четверик увенчан высокой клинчатой кровлей с небольшой главкой, с запада к нему примыкает маленькая низкая трапезная с крыльцом, а с востока — пятигранный алтарь.

## История строительства
Церковь была построена в 1699 году в селе Билюково Ивановской области, а в 1833 году приписана к Свято-Троицкому храму села Аньково Ивановской области. Первоначально она представляла собой бревенчатый необшитый сруб на фундаменте из «диких камней» — валунов. Позднее стены храма обшили тёсом. В первой половине XIX века под сруб подвели кирпичный фундамент, а затем над трапезной пристроили шатровую колокольню типа «восьмерик на четверике». Последняя, таким образом, примыкала к западному фасаду церкви и по высоте немного превышала завершение четверика.
В 1930-х годах колокольня была снесена, а здание самой церкви приспособлено под сельский клуб. В ходе реставрации было установлено, что внутренняя часть храма несколько раз переделывалась — были подняты потолки, а также растесаны проходы между трапезной и центром. Кроме того, на крыше был не маленький четверик, а восьмерик на четверике с главкой.

## Интерьер
Оригинальное убранство храма не сохранилось. В настоящее время внутри находится новый иконостас, установленный в 2013 году.

## Аналогии
Облик Воскресенской церкви типичен для клетских храмов Костромской, Владимирской и Ивановской областей (то есть северо-восточная группа). Имея принципиально одинаковое общее решение и даже схожие детали с церквями Тверской области, они отличаются островерхими покрытиями и прямоскатной кровлей без полиц. Кроме того, все клетские церкви такого типа, сохранившиеся до середины XX века (ныне утрачены), имели пристроенную либо отдельно стоящую колокольню типа «восьмерик на четверике»: церковь Казанской иконы Божией Матери в деревне Соцевино Костромской области (1721—1771), церковь Собора Богородицы в селе Березники Ивановской области (1724); церковь Спаса Преображения из села Спас-Вёжи Костромской области (1713).